# 小銃・自動小銃等一覧
小銃・自動小銃等一覧（しょうじゅう・じどうしょうじゅうとういちらん）は、軍隊、法執行機関及び民間向けの小銃・自動小銃の一覧である。

## 初期の小銃（ボルトアクション以前）

### マスケット銃

#### フランス王国/フランス
- シャルルヴィル・マスケット
- マスケット・モデル1777

#### グレートブリテン及び北部アイルランド連合王国
- ブラウン・ベス

#### アメリカ合衆国
- スプリングフィールドM1795
- スプリングフィールドM1812
- スプリングフィールドM1816
- スプリングフィールドM1822
- スプリングフィールドM1835
- スプリングフィールドM1840
- スプリングフィールドM1842

### 前装式ライフル銃

#### フランス
- デルヴィーニュ銃
- ステム・ライフル
- ミニエー銃

#### イギリス
- ベイカー銃
- ブランズウィック銃
- エンフィールド銃（パターン1853）
- ウィットワース銃(パターン62、63)

#### プロイセン王国
- ヤーゲル銃

#### スイス
- Eidgenössischer Stutzer 1851

#### アメリカ合衆国
- スプリングフィールドM1855
- スプリングフィールドM1861
- スプリングフィールドM1863

### 後装式ライフル銃

#### フランス
- タバティエール銃

#### グレートブリテン及び北部アイルランド連合
- ファーガソン・ライフル（Ferguson rifle）
- スナイドル銃
- マルティニ・ヘンリー銃

#### ロシア帝国
- M1867 Russian Krnka
- ベルダン No. 1/M1868

#### オーストリア＝ハンガリー帝国
- ヴェアンドル・ホルブ銃

#### アメリカ
- スペンサー銃
- ヘンリー銃
- スプリングフィールドM1865
- スプリングフィールドM1866
- スプリングフィールドM1868
- スプリングフィールドM1869
- スプリングフィールドM1870
- スプリングフィールドM1870レミントン・ネービー
- スプリングフィールドM1871
- スプリングフィールドM1873
- スプリングフィールドM1875
- スプリングフィールドM1877
- スプリングフィールドM1880
- スプリングフィールドM1882
- スプリングフィールドM1884
- スプリングフィールドM1886
- スプリングフィールドM1889
- ウィンチェスター M1895

## 第二次世界大戦までの軍用小銃

### ボルトアクション式小銃

#### フランス
- シャスポー銃
- グラース銃
- ルベルM1886
- ベルティエM1916
- MAS36

#### イギリス
- リー・メトフォード
- リー・エンフィールド
- P14エンフィールド
- ジャングル・カービンNo.5
- デ・リーズル カービン

#### プロイセン/ドイツ帝国/ナチス・ドイツ
- ドライゼ銃
- Gew71
- Gew88
- Gew98
- Kar98k
- VG1
- VK98

#### オーストリア＝ハンガリー帝国
- マンリッヒャーM1886
- マンリッヒャーM1895

#### イタリア王国
- カルカノM1891
- カルカノM1938

#### スペイン
- デストロイヤー・カービン

#### スイス
- ヴェッテルリ・ライフル（英語版）
- シュミット・ルビンM1889
- K31
- SIG SK46（イタリア語版）

#### ノルウェー
- クラッグ・ヨルゲンセン・ライフル

#### ロシア帝国/ソヴィエト社会主義共和国連邦
- ベルダンⅡ型 M1870（英語版）
- モシン・ナガンM1891
- モシン・ナガンM1891/30

#### アメリカ合衆国
- スプリングフィールドM1892
- スプリングフィールドM1903
  - JCヒギンズ
    - J.C. Higgins Model 101.24 - マーリン社製造。
    - J.C. Higgins Model 103 - マーリン社製造。
    - J.C. Higgins Model 36 - マーリン社製造。
    - J.C. Higgins Model 42DLM - マーリン社製造。
    - J.C. Higgins Model 50
    - J.C. Higgins Model 51L - ハスクバーナ社製造。
    - J.C. Higgins Model 52 a - サコ社製造。
- M1917エンフィールド

#### 大日本帝国
- 十三年式村田単発銃
- 十六年式村田騎銃（十六年式村田騎兵銃）
- 十八年式村田単発銃
- 二十二年式村田連発銃
- 二十二年式村田騎銃（二十二年式村田騎兵銃）
- 三十年式歩兵銃
- 三十年式騎銃（三十年式騎兵銃）
- 三十五年式海軍銃
- 三八式歩兵銃
- 三八式騎銃（三八式騎兵銃）
- 四四式騎銃（四四式騎兵銃）
- 九七式狙撃銃
- 三八式改狙撃銃
- 九九式長小銃（九九式小銃）
- 九九式短小銃
- 九九式狙撃銃
- 二式小銃

#### カナダ
- ロス・ライフル（英語版）

### 半自動小銃

#### アメリカ合衆国
- M1903 Mark I
- ウィンチェスター M1907
- ピダーセン自動小銃
- M1941ジョンソン小銃
- M1ガーランド
- M1カービン

#### 大日本帝国
- 試製自動小銃甲
- 試製自動小銃乙
- 四式自動小銃

#### ロシア帝国/ソヴィエト社会主義共和国連邦
- シモノフM1936半自動小銃
- トカレフM1938半自動小銃
- トカレフM1940半自動小銃

#### スウェーデン
- Ag m/42

#### ナチス・ドイツ
- モーゼルGew41(M)半自動小銃
- ワルサーGew41(W)半自動小銃
- ワルサーGew43半自動小銃
- グストロフ国民突撃銃

#### チェコスロバキア
- ZH-29半自動小銃

#### スイス/メキシコ合衆国
- モンドラゴンM1908

#### ニュージーランド
- チャールトン自動小銃

### 自動小銃

#### フランス第5共和政
- RSC Mle1917
- リベイロールス1918

#### イタリア王国
- チェイ＝リゴッティ
- ブレダPG

#### ギリシャ
- EPK Pyrkal

#### デンマーク
- マドセンM1896

#### ロシア帝国/ソヴィエト社会主義共和国連邦
- フェドロフM1916
- トカレフAVT-40

#### ナチス・ドイツ
- MKb42/MP43-44/StG44
- StG45
- Wimmersperg Spz-kr
- グストロフ国民突撃銃
- ラインメタルFG42自動小銃

#### グレートブリテン及び北部アイルランド連合王国
- SLEM-1

#### ニュージーランド
- チャールトン自動小銃

#### アメリカ合衆国
- ウィンチェスターM1907/17
- ブローニング自動小銃M1918
- T20
- M2カービン

### レバーアクション式小銃

#### アメリカ合衆国
- ウィンチェスター M1895

## 第二次世界大戦後の軍用小銃

### ボルトアクション式小銃

#### グレートブリテン及び北部アイルランド連合王国
- L8

#### フランコ体制下のスペイン
- セトメトン

#### ユーゴスラビア連邦
- ツァスタバ M48

#### インド
- イシャポール 2A小銃

#### 日本
- 儀じょう銃

### 半自動小銃

#### フランス
- MAS 49半自動小銃
- MAS 52
- FA MAS Type 62

#### チェコスロバキア
- vz. 52小銃

#### ソビエト社会主義共和国連邦
- SKSカービン

#### グレートブリテン及び北部アイルランド連合王国
- L1A1

#### エジプト
- ハキム半自動小銃
- ラシッド半自動小銃

#### インド
- 1A1小銃

#### ベトナム
- 1式カービン

### 自動小銃およびアサルトライフル

#### オーストラリア
- Armtech C30R
- Gordon CSWS
- KAL1 GPIR
- レイダー・ダイナミックス シリーズ T2
- F88
- F90

#### ニュージーランド
- MARS-L

#### ブラジル
- インベル MD

#### アルゼンチン
- FARA 83

#### ペルー
- FAD

#### メキシコ合衆国
- FX-05

#### ドミニカ
- サン・クリストバル・カービン

#### カナダ
- コルト・カナダ C7

#### グレートブリテン及び北部アイルランド連合王国
- EM-2
- L64/65
- L85
- スターリング SAR-87

#### フランス第六共和政
- FA-MAS

#### 西ドイツ/統一ドイツ
- H&K G3
- H&K HK33
- H&K G11
- H&K G36
- H&K HK416
- H&K HK417
- H&K HK433
- H&K XM8
- M27 IAR

#### 東ドイツ
- MPi-K
- MPi-AK-74
- KK-MPi 69
- ヴィーガー

#### ベルギー
- FN FAL
- G1
- FN CAL
- FN FNC
- FN F2000
- FN SCAR

#### イタリア
- ベレッタBM59
- ベレッタAR70/90
- ベレッタ ARX160
- ベレッタ ARX200

#### フランコ体制下のスペイン
- セトメ モデロA
- セトメ モデロB
- セトメ モデロC
- セトメ モデロL

#### ギリシャ
- Chropi rifle

#### オーストリア
- StG58
- ステアーAUG
- ステアーACR

#### スイス
- SIG SG510
- SIG SG530
- SIG SG540
- SIG SG550
- SIG SG552
- SIG SG556

#### スウェーデン
- GRAM
- Ak 4
- Ak 5

#### フィンランド
- Rk 62
- Rk95 TP
- バルメット M82
- サコ M90

#### デンマーク
- マドセン LAR

#### エストニア
- MARS-L

#### チェコスロバキア
- Vz 58
- CZ 2000
- CZ 805 BREN
- CZ BREN 2
- ČZW-556

#### ハンガリー
- AK-55
- AKM-63
- AK-63F
- AK-63D
- AMD-65
- NGM
- AK-63MF

#### ポーランド
- Kbkg wz. 1960
- Kbk wz. 1988 タンタル
- Kbs wz. 1996 ベリル
- Kbk wz. 2005 Jantar
- MSBS Radon

#### ルーマニア
- AIM
- AIMS-74

#### ユーゴスラビア連邦/セルビア
- ツァスタバ M70
- ツァスタバ M77
- ツァスタバ M21

#### クロアチア
- VHS

#### アルバニア
- ASh-78-1
- ASh-82

#### 北オセチア
- Gradient

#### ソヴィエト社会主義共和国連邦（USSR）/ロシア連邦
- AK-46
- AK-47
- AKM
- AK-74
- AK-74M
- AK-101
- AK-102
- AK-103
- AK-104
- AK-105
- AK-107
- AK-108
- AK-12
- AK-15
- AEK-971
- AO-27
- AO-38
- AO-46
- AO-62
- AO-63
- AO-65
- AO-222
- AN-94
- TKB-022
- TKB-059
- TKB-517
- 2B-A-40
- 80.002
- AS Val
- SR-3
- ADS
- OTs-14
- 9A-91
- KBP A-91

#### ウクライナ
- Vepr
- Malyuk

#### ジョージア
- G5カービン

#### イスラエル
- IMI ガリル
- IMI タボールAR21
- IMI X95

#### エジプト
- ミスール自動小銃

#### 南アフリカ
- R4 アサルトライフル
- ベクター CR21
- ツルベロ ラプター

#### インド
- INSAS小銃
- AK-203

#### インドネシア
- Pindad SS1
- Pindad SS2

#### マレーシア
- VB Berapi LP06

#### シンガポール
- SAR-80
- SR-88
- SAR21
- BR18

#### タイ王国
- Rung Paisarn RPS-001
- 11式
- NARAC556

#### ベトナム
- STL-1A
- STL-1B
- STV rifle

#### ミャンマー
- BA-63
- MA-1(EMERK-3)

#### 日本
- 64式小銃
- 89式小銃
- 20式小銃

#### 中華民国（台湾）
- 57式歩槍
- T65突撃歩槍
- T86戦闘歩槍
- T91戦闘歩槍
- XT-97

#### アメリカ合衆国
- M14
- Mk14 EBR
- M39 EMR
- M110A1 SDMR
- AR-10
- M16
- M4カービン
- XM5
- Next Generation Squad Weapon Program
- SIG MCX
- AR-18
- ストーナー63
- ルガー ミニ14
- Kel-Tec RFB
- Olin/Winchester Salvo Rifle
- ブッシュマスターACR(レミントンACR)

#### イラク
- タブク

#### イラン
- DIO Model S-5.56
- DIO KH2002 カイバー

#### トルコ
- MKEK MPT

## 法執行機関・民間用小銃

### 西ドイツ/統一ドイツ
- H&K G41
- H&K HK43
- H&K SL8
- ブレイザーR93

### 東ドイツ
- K110

### イタリア
- ベレッタCx4
- ベレッタRx4
- ベレッタMx4

### フィンランド
- サコL61Rファインベア

### 日本
- 豊和M300
- 豊和ゴールデンベア
- 豊和M1500

### アメリカ
- ウィンチェスターライフル
- ウィンチェスター M1907
- レミントン M8
- ルガー ミニ14
- スプリングフィールドM1A
- AR-7

## 特殊用途の小銃

### ソヴィエト社会主義共和国連邦/ロシア連邦
- APS水中銃